# In volle zee
In volle zee is een hoorspel naar het toneelstuk Na pelnym morzu (1961) van Sławomir Mrożek. Het werd op 5 juni 1963 onder de titel Auf hoher See door de Hessischer Rundfunk uitgezonden. Er bestaan drie Nederlandse versies van:

## AVRO-versie
In een vertaling van Jan Hardenberg zond de AVRO een eerste versie uit op 8 november 1964. De regisseur was Dick van Putten.
rolbezetting
- Wam Heskes - de dikke schipbreukeling
- Tonny Foletta - de normale schipbreukeling
- Jan Borkus - de magere schipbreukeling
- Willy Ruys - een lakei
- Jan Wegter - een postbode

## KRO-versie
In een vertaling van Nic Brink & Huub Stapel zond de KRO een tweede versie uit in het programma Spektakel/Theater op dinsdag 12 september 1978, van 21:00 uur tot 21:40 uur. De regisseur was Willem Tollenaar.
rolbezetting
- Jan Apon
- Jacques Commandeur
- Kees Coolen
- Wim de Meyer
- Johan te Slaa

## NCRV-versie
In een vertaling van Benjamin Gijsel zond de NCRV een derde versie uit in 1982. De regisseur was Johan Wolder. Het hoorspel duurde 43 minuten.
rolbezetting
- Nelly Frijda - de dikke schipbreukeling
- Sacha Bulthuis - de middelste schipbreukeling
- Edda Barends - de kleine schipbreukeling
- Dries Krijn - een lakei
- Cor Witsche - een postbode

## Inhoud
Zoals in zijn meeste spelen gaat de auteur uit van een absurde situatie: er is een schip vergaan (het schip van staat?) en drie schipbreukelingen zitten, keurig in smoking gestoken, op een vlot, waar voor ieder “toevallig” een stoel aanwezig is. Het zijn naamloze figuren, aangeduid als De Dikke, De Magere en De Middelste. Als er dan ook nog een postbode aan komt zwemmen om een telegram af te geven, dan zou men kunnen denken dat de nodige ingrediënten voor een klucht voorhanden zijn. De auteur gebruikt wel de vorm van de kluchtige sketch, maar de inhoud is verre van komisch. Integendeel: hij uit zijn felle kritiek op dictatuur, machtswellust en het harde egoïsme van de mens, die geen zee te hoog gaat. Er is namelijk geen voedsel meer op het vlot en daarom moet een van de drie schipbreukelingen zich opofferen of opgeofferd worden om de andere twee in leven te houden. En met deze situatie begint een spel vol intriges, combines, leugens en haat…